# Botswana People's Party
De Botswana People's Party (Nederlands: Botswana Volkspartij, afk. BPP), aanvankelijk Bechuanaland People's Party (BPP), is een politieke partij in Botswana die in december 1960 werd opgericht door onder meer Kgalemang T. Motsete en Motsamai Mpho. Doel was het verkrijgen van de onafhankelijkheid van het Britse protectoraat Beetsjoeanaland. De BPP liet zich inspireren door het ANC in Zuid-Afrika. ANC-bannelingen uit Zuid-Afrika hielpen mee met de opbouw van de partijstructuur en mede dankzij hun inspanning werd de BPP een massabeweging. De koloniale autoriteiten waren weinig ingenomen met de BPP, die zij als een bedreiging zagen. Dit gold ook voor de traditionele elite, die de BPP voor een radicale partij hielden. De gematigde en conservatieve elite richtte daarop de Bechuanaland Democratic Party (v.a. 1966: Botswana Democratic Party) op, die onder leiding kwam te staan van Seretse Khama.
In 1965 kwam het tot een ernstig conflict binnen de partij die uiteindelijk tot een breuk leidde: Mpho verliet met zijn aanhangers de BPP en richtte de Bechuanaland Independence Party (v.a. 1966: Botswana Independence Party) op. Bij de laatste laatste verkiezingen voor de onafhankelijkheid eindigde de BPP met drie zetels op de tweede plaats, terwijl de grote concurrent, de BDP, met 28 zetels veruit de grootste werd. Voor de BIP verliepen de verkiezingen teleurstellend, de partij wist geen zetel te behalen. Philip Matante werd leider van de fractie van de BPP in de Nationale Vergadering. Bij de verkiezingen van 1969 behield de BPP haar drie zetels, maar in de loop der jaren werd de BPP als belangrijkste oppositiepartij voorbijgestreefd door het Botswana National Front (BNP). Bij de verkiezingen van 1979 hield de BPP nog maar een zetel over. Sinds 1989 is de BPP niet meer zelfstandig in het parlement vertegenwoordigd. De partij deed wel mee met de verkiezingen van 1994, 2004 en 2009.
De BPP maakt (2014-) deel uit van het politieke alliantie Umbrella for Democratic Change (UDC), waar ook het Botswana National Front (BNP) deel van uitmaakt. De UDC behaalde in 2014 17 zetels en in 2019 15 zetels.

## Verkiezingsresultaten
| Verkiezingsresultaten | Verkiezingsresultaten | Verkiezingsresultaten |
| Jaar                  | Zetels                | %                     |
| --------------------- | --------------------- | --------------------- |
| 1969                  | 3 / 31                | 12,19 / 100           |
| 1974                  | 2 / 36                | 6,56 / 100            |
| 1979                  | 1 / 36                | 7,42 / 100            |
| 1984                  | 1 / 38                | 6,56 / 100            |
| 1989                  | 0 / 38                | 4,35 / 100            |
| 1994                  | 0 / 44                | 4,10 / 100            |
| 1999                  | geen deelname         | —                     |
| 2004                  | 0 / 63                | 1,91 / 100            |
| 2009                  | 0 / 63                | 1,39 / 100            |
| 2014 UDC              | 17 / 63               | 30,01 / 100           |
| 2019 UDC              | 15 / 65               | 35,89 / 100           |